# Sakarun
Koordinati:   44°08′03″N, 14°52′20″E
Saharun je zaliv s peščeno plažo na Dugem otoku v Jadranskem morju (Hrvaška).
Sakarun je najbolj poznana jadranska divja peščena plaža. Leži v istoimenskem zalivu v bližini naselij Veli Rat, Verunić in Soline. Plaža je dolga okoli 800 m, nasuta z gramozom, ter se počasi spušča v morje. Droban bel pesek daje vodi posebno živo plavo-zeleno barvo. Morje je zelo plitvo in tudi 400 metrov od obale ne preseže globine 1 m. Zaliv je odprt jugozahodnim vetrovom. Plovila je mogoče sidrati pri globini 5-10 m. V turistični sezoni na plaži obratuje manjši bar, parkirišče za avtomobile in senčniki ter ležalniki so plačljivi. 
Z naseljem Božava ga povezuje turistični vlakec, z ostalimi otočnimi kraji pa tudi lokalna avtobusna proga.